# Franz Xaver Lössl
Franz Xaver Lössl (* 26. September 1801 in Brünn; † 25. April 1885 in Mixnitz) war ein österreichischer Architekt.

## Leben und Wirken
Franz Xaver Lössl studierte an der Akademie der bildenden Künste und bei Peter von Nobile am Polytechnikum in Wien. Von 1825 bis 1829 lebte er als Privatier in Rom. Ab 1830 war er an der Architekturschule der Wiener Akademie der Bildenden Künste beschäftigt. 1836 wurde er dort zu einem weiteren Mitglied ernannt.
Lössl plante und baute im Stil des Klassizismus und des Biedermeier, obwohl sich zu seiner Hauptwirkungszeit der Geschmack schon änderte. Deshalb wurde er 1843 bei der Besetzung einer Professorenstelle an der Architekturschule nicht berücksichtigt.

## Werke (Auswahl)

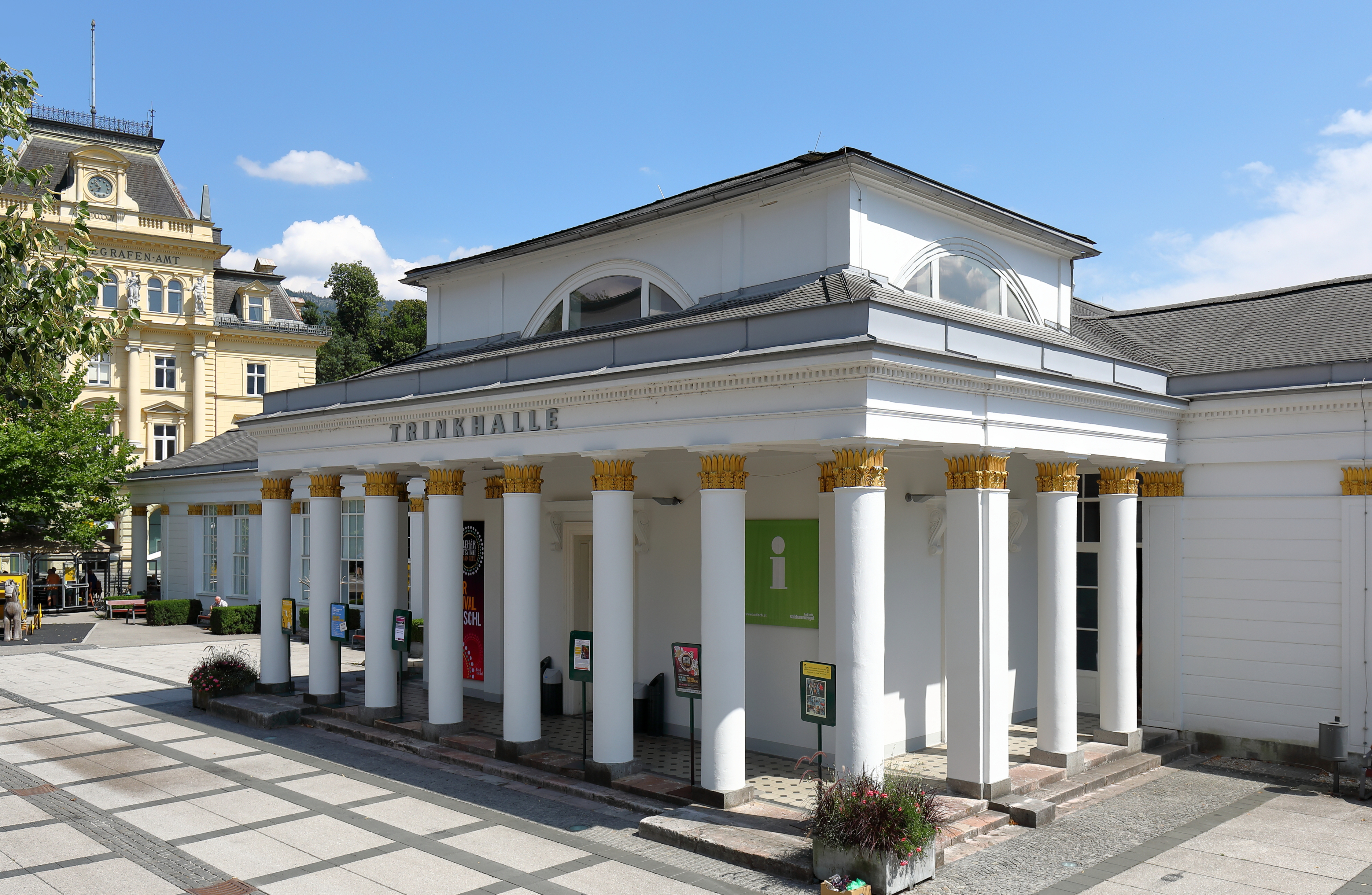
Trinkhalle in Bad Ischl (1829–1831)

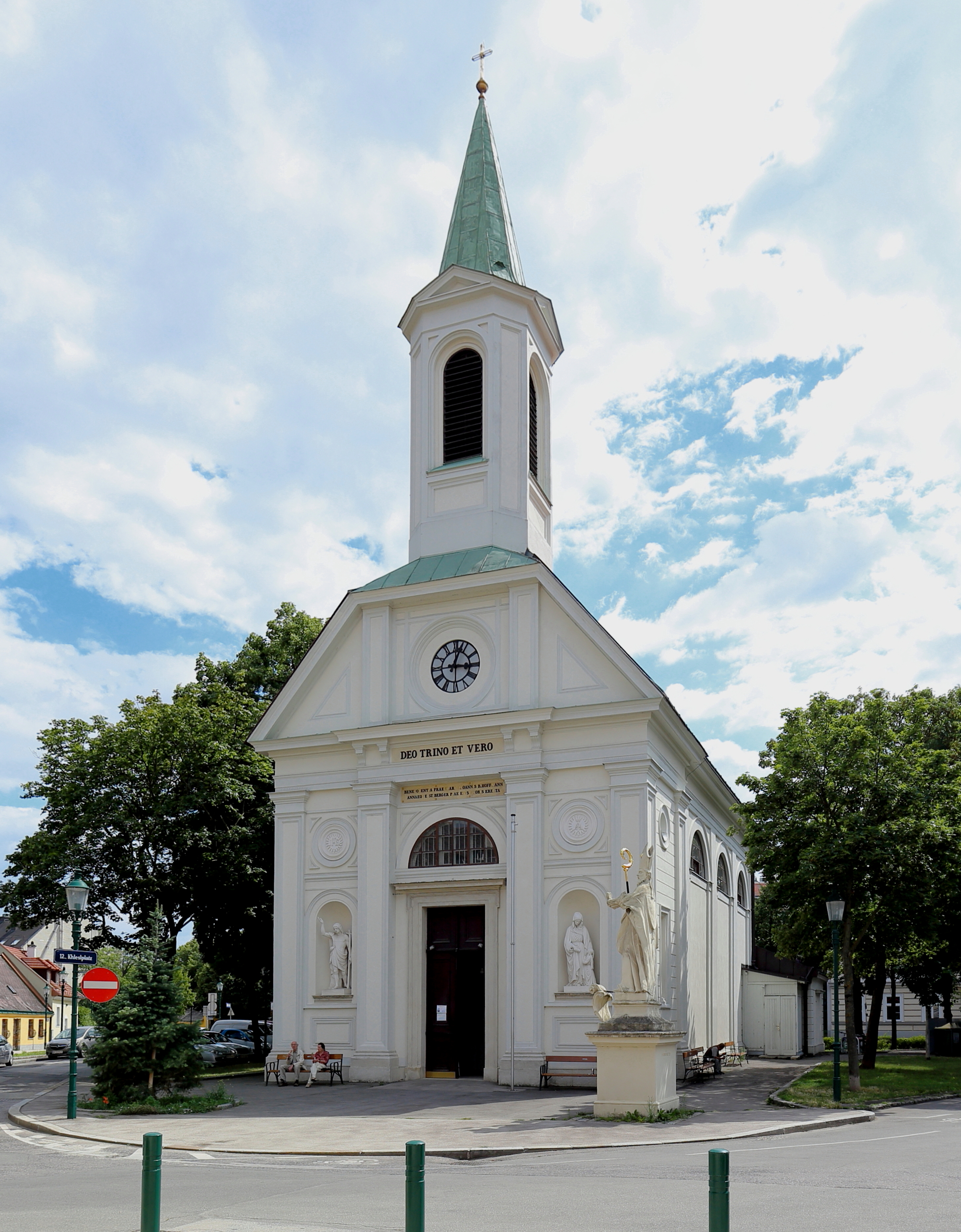
Pfarrkirche Altmannsdorf (1838/39)

- 1829–1830: Erster Konzertsaal der Gesellschaft der Musikfreunde
- 1829–1831: Trinkhalle in Bad Ischl
- 1838: Altmannsdorfer Kirche
- 1838: Miethaus „Zur goldenen Kugel“, Wien 4, Wiedner Hauptstraße 40–42 (mit P. Högl)
- 1838: Miethaus „Zum roten Rössel“, Wien 4, Favoritenstraße 1 / Wiedner Hauptstraße 19
- 1847: Wohnhaus, Wien 6, Hirschengasse 23 (Umbau)
- 1849: Miethaus „Zum wilden Mann“, Wien 8, Lange Gasse 29 (Hoftrakt)
- 1851: Wohnhaus, Wien 5, Schlossgasse 8 (Umbau)